# Джорджия
Джорджия (на английски: Georgia [ˈdʒɔrdʒə]) е щат в югоизточния регион на Съединените щати, граничещ на север с Тенеси и Северна Каролина; на североизток с Южна Каролина; на югоизток с Атлантическия океан; на юг с Флорида; и на запад с Алабама. Джорджия е 24-ият по големина щат по площ и 8-и по население от 50-те Съединени щати. Населението му през 2020 г. е 10 711 908, според Бюрото за преброяване на населението на САЩ. Атланта, "бета(+)" глобален град, е както столица на щата, така и най-големият му град. Столичният район на Атланта, с население от повече от 6 милиона души през 2020 г., е 9-ият по население столичен район в Съединените щати и съдържа около 57% от цялото население на Джорджия.

## Градове
- Атланта
- Мариета
- Мейкън
- Олбани
- Савана
- Санди Спрингс
- Силвестър

## Окръзи
Джорджия е разделена на 159 окръга. Техните названия са:
1. Аплинг
2. Аткинсън
3. Банкс
4. Бароу
5. Бартоу
6. Бейкън
7. Бейкър
8. Бен Хил
9. Бериън
10. Биб
11. Блекли
12. Болдуин
13. Брайън
14. Брантли
15. Брукс
16. Бълок
17. Бърк
18. Бътс
19. Гилмър
20. Гласкок
21. Глин
22. Гордън
23. Грейди
24. Грийн
25. Гуинет
26. Дейд
27. Джаксън
28. Джаспър
29. Дженкинс
30. Джеф Дейвис
31. Джеферсън
32. Джонсън
33. Джоунс
34. Дикалб
35. Дикейтър
36. Додж
37. Дакърти
38. Досън
39. Дули
40. Дъглас
41. Евънс
42. Екълс
43. Елбърт
44. Ефингам
45. Иманюъл
46. Калхун
47. Камдън
48. Кандлър
49. Катуза
50. Кауита
51. Керъл
52. Кларк
53. Клей
54. Клейтън
55. Клинч
56. Коб
57. Колкуит
58. Колумбия
59. Кофи
60. Крисп
61. Кроуфорд
62. Куитман
63. Кук
64. Ламар
65. Ланиър
66. Лаундс
67. Либърти
68. Лий
69. Лъмпкин
70. Линкълн
71. Лонг
72. Лорънс
73. Мадисън
74. Макдъфи
75. Макинтош
76. Мариън
77. Мейкън
78. Мериуедър
79. Милър
80. Мичел
81. Монро
82. Монтгомъри
83. Морган
84. Мъри
85. Мъскоги
86. Нютън
87. Оугълторп
88. Окони
89. Пайк
90. Пийч
91. Пикънс
92. Пиърс
93. Полдинг
94. Полк
95. Пуласки
96. Путнам
97. Рандолф
98. Рейбън
99. Ричмънд
100. Рокдейл
101. Семинол
102. Скревън
103. Сполдинг
104. Стивънс
105. Стюарт
106. Съмтър
107. Толбът
108. Толивър
109. Татнал
110. Таунс
111. Тейлър
112. Телфеър
113. Теръл
114. Тифт
115. Томас
116. Тройтлен
117. Труп
118. Туигс
119. Тумбс
120. Търнър
121. Уайт
122. Уебстър
123. Уеър
124. Уейн
125. Уийлър
126. Уилкинсън
127. Уилкокс
128. Уилкс
129. Уитфийлд
130. Уокър
131. Уолтън
132. Уорън
133. Уошингтън
134. Уърт
135. Файет
136. Фанин
137. Флойд
138. Франклин
139. Фултън
140. Форсайт
141. Ханкок
142. Харис
143. Харт
144. Харалсън
145. Хейбършам
146. Хенри
147. Хол
148. Хърд
149. Хюстън
150. Чарлтън
151. Чатъм
152. Чатуга
153. Чатахучи
154. Чероки
155. Шлай
156. Ъпсън
157. Ърли
158. Ъруин
159. Юниън